# Evaluation erzieherischer Hilfen
Die Evaluation erzieherischer Hilfen (EVAS) ist das größte Dokumentations- und Evaluationsverfahren für den Bereich der Hilfen zur Erziehung. Das Verfahren wird vom Institut für Kinder- und Jugendhilfe' in Mainz durchgeführt. Darüber hinaus ist es in länderspezifischen Varianten in Österreich und Luxemburg im Einsatz. An einer Version für Bulgarien wird zusammen mit FICE Bulgarien gearbeitet.

## Geschichte
EVAS wurde in den Jahren 1997 bis 1998 auf Initiative von Einrichtungsleitern verschiedener Jugendhilfeeinrichtungen in Südbayern in Kooperation von Vertretern aus Praxis, Verbänden und Wissenschaft entwickelt. Es basierte auf den Erfahrungen der Jugendhilfe-Effekte-Studie, der ersten großen prospektiv angelegten Forschungsstudie im Bereich der Hilfen zur Erziehung.
Anfang 1999 startete EVAS in Südbayern in zunächst zehn Einrichtungen. Im Laufe des Jahres kamen weitere Einrichtungen aus ganz Bayern hinzu und Anfang 2000 gab es auch EVAS-Nutzer in anderen Bundesländern. In den Folgejahren wurde EVAS mehrfach überarbeitet und den Bedarfen der Jugendhilfepraxis angepasst. 2002 gab es eine erste Möglichkeit, Daten auch elektronisch zu erheben, 2004 wurde den Teilnehmern eine Online-Datenbank zur Verfügung gestellt, die nicht nur die Dateneingabe, sondern auch Auswertungen ermöglichte. Bereits 2006 war EVAS "mit 150 teilnehmenden Einrichtungen und über 17.000 erfassten Hilfen, deren Klientel sich auf alle 16 Bundesländer verteilt[e], ... in diesem Bereich die bisher größte Evaluationsstichprobe".
Bis zum Juli 2014 nahmen insgesamt 234 Einrichtungen und Dienste der Hilfen zur Erziehung an EVAS teil. Sie dokumentierten mit diesem Verfahren 40311 Hilfeverläufe. Darüber hinaus bildet das EVAS-Instrumentarium die Grundlage von über 20 weiteren wirkungsorientierten Evaluationen, die zu angebots- und hilfeartspezifischen Ergebnissen führten.
Aktuell arbeitet das IKJ an einer neuen Version von EVAS, die einen flexibleren und individuelleren Einsatz des Verfahrens ermöglichen wird.
Neben der Wirkungsforschung geht es bei EVAS auch um die Qualifizierung der pädagogischen Fachkräfte. Dies geschieht durch begleitende Fort- und Weiterbildungen. Auf europäischer Ebene wurde dazu ein Curriculum zum Einsatz von IT-basierten Dokumentationsverfahren entwickelt. An der Entwicklung und dem Einsatz waren verschiedene Institutionen aus Bulgarien, Deutschland, Österreich, Spanien und Luxemburg beteiligt. Die Durchführung wurde unter dem Titel „Train KOSOZIAL“ mit Mitteln aus dem EU-Programm Leonardo da Vinci – Innovationstransfer gefördert.

## Design und Auswertung
Mit EVAS werden hilfebegleitend, also prospektiv Daten der jungen Menschen gesammelt und dokumentiert. Dies geschieht zu unterschiedlichen Zeitpunkten: zum Beginn der Hilfe, im halbjährlichen Rhythmus während des Hilfeverlaufs und zum Ende einer Hilfe.
Die Auswertungen erfolgen auf verschiedenen Ebenen:
- Einzelfall: Diese können von jedem EVAS-Teilnehmer direkt in der Online-Datenbank abgerufen werden und ermöglichen die Darstellung der Entwicklung des jungen Menschen.
- Jährliche Einrichtungsauswertungen mit verschiedenen Schwerpunktsetzungen:
  - Darstellung der Klientel
  - Beschreibung der psychosozialen Belastungsfaktoren
  - Erfassung der pädagogisch-therapeutischen Interventionen (Prozessqualität)
  - Darstellung der Effekte (Ergebnisqualität)
  - Aufzeigen einrichtungsinterner Stärken und Optimierungsbedarfe (Struktur-, Prozess- und Ergebnisqualität)
- Gesamtstichprobe: Auf der Basis aller gesammelten Daten erscheinen in unregelmäßigen Abständen Auswertungen zu jugend(hilfe)politisch relevanten Fragestellungen.

Übergreifendes Ziel des Verfahrens ist es, die Arbeit in den Einrichtungen und Diensten der Hilfen zur Erziehung weiter zu optimieren und dadurch die Teilhabemöglichkeiten der sozial benachteiligten jungen Menschen zu verbessern.
Eine Studie an der Fakultät für Psychologie der Universität Basel beleuchtet den hohen Wert von EVAS innerhalb der bundesdeutschen Kinder- und Jugendfürsorge. EVAS war außerdem Thema eines Seminars von Dirk Michael Nüsken an der Uni Münster und der EFH Bochum.